# Tárkány Művek

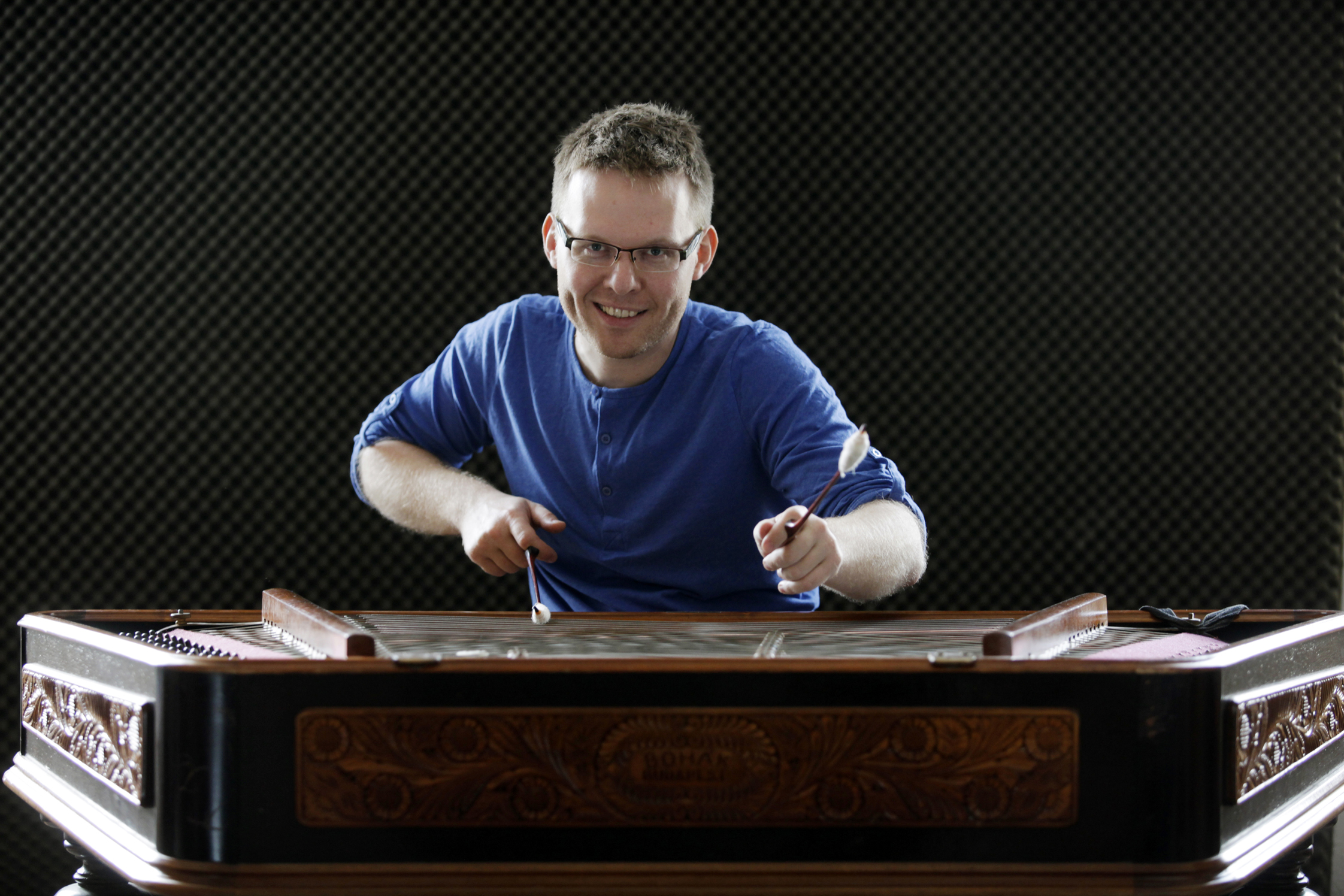
Tárkány-Kovács Bálint az együttes alapítója

A Tárkány Művek zenekar egy 2008-ban alapított magyar együttes, amelynek zenéjét a balkáni népzene valamint a két világháború közötti sanzonok ötvözésével alakították ki. 

## Története
A Tárkány Műveket a cimbalmos, zeneszerző Tárkány-Kovács Bálint alapította 2008-ban. Hangzásuk alapja tradicionális népzenei dalokból merít. Saját szövegeik aktualizálják a régi nótákat, máshol a modern hangzáshoz társított régies népdalszövegek helyezik egymást kölcsönösen új kontextusba. Zenéjük egyedi hangzásvilága a cimbalom, a szaxofon, a brácsa, a fuvola, a gardon, a klarinét és a bőgő együttesében, valamint az énekesnő hangjában rejlik. 
2010 májusában jelent meg első lemezük Arcomba az arcod vésted címmel, amely elnyerte a kritikusok és a zeneszeretők elismerését, és fölkeltette a külföldi zenekritikusok (Songlines magazin, worldmusic.net) figyelmét is. Folyamatosan koncerteznek budapesti klubokban, de állandó szereplői a hazai és külföldi fesztiváloknak is. 2012 júliusában megjelent kislemezük, Itt a nyár címmel, majd 2013 decemberében pedig a Címesincs című nagylemez került kiadásra. 2016-ban a zenekar megújult, kiadták a Magyar konyha támad című albumukat.  

## Tagok
- 2007 – 2015:
  - Tárkány-Kovács Bálint
  - Paár Julianna
  - Kováts Gergő
  - Papp Endre
  - Bognár András
- 2015 – Napjainkig:[1]
  - Tárkány-Kovács Bálint
  - Kész Petra
  - Pázmándi Gergely
  - Móser Ádám
  - Arday Dániel
  - Szegő Dávid

## Albumok
- 2010 – Arcomba az arcod vésted
- 2012 – Itt a nyár (maxi)
- 2013 – Címesincs
- 2016 – Magyar konyha támad
- 2021 - Csendes Folyóvíz

## Fontosabb fellépések
- 2017 Kolozsvár
- 2016 Akvárium, Budapest
- 2016 Double Rise Fesitval, Torockó
- 2015 VOLT Fesztivál, Sopron
- 2014 Budapest Park, Budapest
- 2014 MÜPA, Budapest
- 2014 Kaláka Festival, Eger
- 2013 Csíki Játékszín, Csíkszereda
- 2013 Szegedi Ifjúsági Napok (SZIN)
- 2013 Kecskeméti Animációs Filmfesztivál, Kecskemét
- 2012 Müpa, Budapest
- 2012 A38 Hajó, Budapest
- 2012 Pozsony – Varsó turné
- 2011 Művészetek Völgye, Kapolcs
- 2011 Vidor Fesztivál, Nyíregyháza
- 2011 Millenáris, Budapest
- 2011 Kanizsai Jazz és Világzenei Fesztivál
- 2011 Palóc Húsvét, Fülek (SK)
- 2011 Magyar Kavalkád, Varsó (PL)
- 2011 Gyilkóstói sokadalom (RO)
- 2011 Vidéki Fiatalok Találkozója (RO)
- 2011 POSZT – Pécs
- 2010 Tavaszi Fesztivál, Budapest
- 2010 Igric Fesztivál, Nagykanizsa
- 2010 Magyar Dal Napja, Budapest
- 2010 MMK Jazzklub, Dunaújváros
- 2010 A38, Budapest – lemezbemutató koncert
- 2009 SZIN, Szeged
- 2009 Folkmásfélnap, Debrecen
- 2009 Lánchíd Fesztivál, Budapest
- 2009 VI. Panyolai Határmenti Világzenei Fesztivál, Panyola

## Díjak, elismerések
- Junior Prima díj (2012) Magyar népművészet és közművelődés kategória

## Külső hivatkozás
- Hivatalos honlap
- Facebook
- Instagram
- Spotify